# Десета далматинска бригада
Десета далматинска бригада формирана је 14. септембра 1943. године у Дугопољу код Сиња од Цетинског одреда, Камешничког батаљона и два батаљона Биоковског одреда. При формирању је добила назив Цетинска бригада. Октобра 1943. преименована је у Десету далматинску бригаду. Приликом оснивања њену формацију сачињавао је штаб, четири батаљона и приштапске јединице са укупно је 795 бораца. са формирањем 20. дивизије у октобру 1943. улази у њен састав у којем остаје до краја рата.
Десета далматинска бригада је у септембру са 3. далматинском бригадом водила борбе против батаљона 7. СС дивизије Принц Еуген, опкољеног у Дицму. Првих дана новембра, после оштре борбе, одбацила је немичку колону из 14. пука 7. СС дивизије која је из Триља продрла ка Врпољу. Након операције Цитен крајем децембра учествовала је у нападу на Врлику. При нападу три батаљона из 7. СС дивизије, 369. и 118. дивизије на Камешницу, 27. марта 1944. после оштрих борби, заједно са Мосорским НОП одредом, повукла се ка Прологу. У ноћном нападу 27 - 28. маја 1944. на Аржано, разбила је 2. батаљон 6. усташког здруга.
Наредбом Главног штаба НОВ и ПО Хрватске проглашена је ударном 16. јуна 1944.
У поновном немачком нападу на Камешницу од 5. до 7. јула задржала је немачку колону на правцу Аржано—Воштане. У периоду јул - август учествовала је у нападима 20. дивизије на усташке, домобранске, четничке и немачке снаге у Врличкој крајини и на Косову пољу. У одбрани Врлике, за време немачко-усташког напада 31. јула, затварала је правац од Дрниша, где је код села Штикова, успешним маневром у бок немачке колоне задржала непријатеља, и омогућила организовано повлачење 8. и 9. бригаде 20. дивизије са Козјака ка Динари. Од 20. до 25. септембра бригада је водила борбе у Петровом пољу код Дрниша. У операцијама за ослобођење Далмације, садејствујући 9. дивизији, ослободила је у октобру Аржано и Студенац, а затим у саставу 20. дивизије учествовала у уништењу усташко-домобранске Цетинске групе код Дицма, која се повлачила из Сиња. Продуживши напад у правцу Сплита, ослободила Клис, Солин и са деловима 26. дивизије Сплит. Истакла се у ослобађању Врлике. Попуњена на око 2000 бораца учествовала је у книнској операцији. На маршу Книн-Кијево у Сухопољу код Кијева се 28./29. јануара 1945. смрзло 46, а промрзло 200 бораца
На почетку Личко-приморске операције водила је оштре борбе за ослобођење Госпића. У обухватном маневру 20. дивизије преко Снежника са 8. бригадом ослободила је Илирску Бистрицу и Шт. Петер (Пивка), у жестоким борбама ослободила Базовицу и упала у Трст, где је водила последње борбе
Кроз бригаду је прошло око 3.600 бораца, од којих је 638 погинуло и рањено 1.360. Одликована је Орденом заслуга за народ са златном звездом и Орденом братства и јединства са златним венцем.